# Колбинка (Воронежская область)
Колбинка — село в Россошанском районе Воронежской области.
Входит в состав Морозовского сельского поселения.

## География
В селе имеются три улицы — Воровского, Ильича и Шевченко.

## История
В 1999 году село Колбинское переименовано в Колбинку.

## Население
| 1859 | 1897 | 2010 |
| ---- | ---- | ---- |
| 593  | ↗739 | ↘63  |